# Ceromitia leptosticta
Ceromitia leptosticta là một loài bướm đêm thuộc họ Adelidae. Loài này có ở Lãnh thổ Thủ đô Úc và Queensland.